# Barney Bigard
Pour les articles homonymes, voir Barney et Bigard.
Leon Albany Bigard, dit Barney, est un clarinettiste, saxophoniste et compositeur de jazz américain, né le 3 mars 1906 à la Nouvelle-Orléans, décédé le 27 juin 1980 en Californie.

## Biographie
Barney Bigard est né à la Nouvelle-Orléans de parents créoles de couleur, Alexander et Emanuella Bigard. Il avait deux frères, un frère aîné Alexander Jr. (en), batteur, et Sidney. Certains membres de sa famille  étaient musiciens ; son oncle, Émile Bigard, était un violoniste de jazz; ses cousins étaient le trompettiste Natty Dominique (en) et le violoniste et compositeur Armand J. Piron. Barney commence à l’âge de sept ans par étudier sur une clarinette en mi bémol avec Lorenzo Anselmo Tio Jr., l'un des plus grands clarinettistes des premières années du jazz de la Nouvelle-Orléans et Papa Tio qui auront une influence durable sur sa carrière. Contrairement aux attentes de sa famille, il ne commence pas tout de suite une carrière musicale préférant gagner sa vie comme graveur. Il fréquente les écoles locales. Il jouait de la clarinette dans les parades à la Nouvelle-Orléans, mais s'est d'abord fait connaître en tant que saxophoniste ténor. En effet, les clarinettistes talentueux étaient nombreux à la Nouvelle-Orléans et devant l'accueil assez mitigé des autres musiciens, il adopte alors le saxophone ténor, instrument peu usité à l'époque. Adolescent, il jouait également au célèbre "Tom Anderson's", un cabaret où se produisaient un certain nombre de musiciens de jazz noirs de premier plan à l'époque déclinante de Storyville. En tant que clarinettiste et saxophoniste ténor, il a joué avec Albert Nicholas en 1922. Après avoir brièvement travaillé avec le contrebassiste Octave Gaspard, le cornettiste Amos White (en) et Luis Russell, il est retourné auprès de Nicholas.
Tout comme d'autres étudiants de Lorenzo Tio Jr., Barney Bigard  est parti avec Albert Nicholas à Chicago en 1924 et s'y installe. Après deux mois passés avec le pianiste Dave Peyton fin 1924, il rejoint et se fait un nom avec King Oliver et Jelly Roll Morton. En 1925, Bigard obtient notamment un  engagement avec King Oliver, qui se produit au Plantation Cafe. Pendant cette période, la plupart de ses enregistrements, y compris avec le clarinettiste Johnny Dodds, se font au saxophone ténor, qu'il joue souvent avec beaucoup de lyrisme, comme sur le morceau Someday Sweetheart (en) d'Oliver. On le voit sur les photographies d'époque aux côtés de Darnell Howard (en) et Albert Nicholas, deux clarinettistes jouissant d'une notoriété supérieure à la sienne. Il joue donc du saxophone ténor, mais après le départ de Darnell Howard, King Oliver lui donne sa chance en « lui demandant de rejouer de la clarinette, instrument qui devait le propulser au premier rang des plus grands solistes de toute l'histoire du jazz ».
Il quitte Chicago avec Joe « King » Oliver en avril 1927 pour jouer à Saint-Louis (Missouri) et à New York.
Il commence ensuite une tournée, toujours avec Oliver, avant de rejoindre la formation du saxophoniste et violoniste Charlie Elgar à l’« Eagle Ballroom » de Milwaukee au cours de l’été 1927.
Lors de cette période, Barney Bigard enregistre ses premiers disques avec Oliver, ainsi qu’avec Jelly « Roll » Morton, Johnny Dodds et Louis Armstrong.
Après quelques brefs passages - notamment pendant deux mois dans l'orchestre de Luis Russell, qui jouait dans le légendaire bar de printemps de Harlem "The Nest" - il rejoint en décembre 1927 le grand orchestre de Duke Ellington à New York et en est l'un des principaux solistes jusqu'en 1942. Il devient rapidement un des piliers indispensables de l'orchestre de Duke Ellington. Ils jouent principalement au Cotton Club jusqu'en 1931, puis partent en tournée presque sans interruption pendant plus d'une décennie, en dehors d'une courte absence au cours de l’été 1935. Avec Ellington, il était le soliste principal à la clarinette, tout en participant à la section de saxophones au saxophone ténor. Au cours de ses 14 années d'appartenance à cette formation, il devint mondialement connu et contribua largement, par sa manière de jouer de la clarinette, au style typique de l'orchestre d'Ellington. Des titres comme Mood Indigo, qu'il a écrit avec Mitchell Parish, sont de lui, même si cela n'a pas toujours été consigné sur les disques. On lui attribue également le simple motif de base sur lequel Ellington a construit son "C Jam Blues" (1942). Bigard a également co-composé Lament for Javanette avec Billy Strayhorn, interprété par l'orchestre d'Ellington. Fin 1940, il participe au concert légendaire de Fargo, dans le Dakota du Nord.

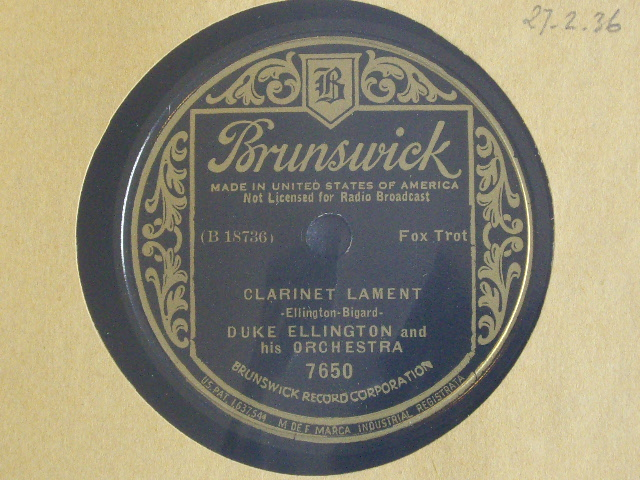
Titre Clarinet Lament - Ellington-Bigard, sur le label Brunswick, 27 février 1936.

En février 1936, la première partition dédiée à un soliste unique composée par Duke Ellington est pour Barney Bigard, et s'appelle Clarinet Lament, parfois surnommée également Barney's Concerto. Une deuxième composition d'un caractère plus alerte lui est dédiée en 1941 avec Are You Sticking? (stick signifie clarinette dans l'argot des musiciens de jazz).
Lorsque Ellington signe avec le label Victor en 1940, Bigard (et d'autres Ellingtoniens) enregistre pour Bluebird sous son propre nom. Il a joué avec le Glenn Miller Orchestra pour certains de leurs plus grands succès, tels que Moonlight Serenade, Little Brown Jug et Tuxedo Junction.

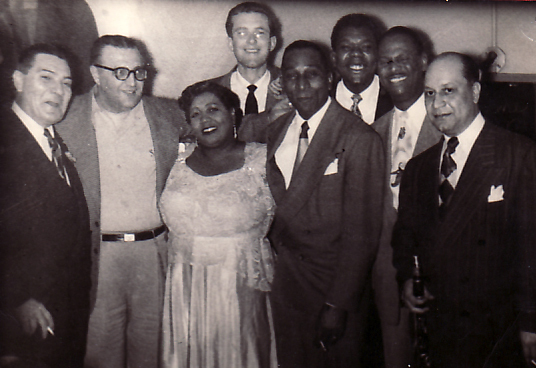
De gauche à droite : Jack Teagarden, Sandy DeSantis, Velma Middleton, Fraser MacPherson, Cozy Cole, Arvell Shaw, Earl Hines, et Barney Bigard au Palomar Supper Club, Vancouver, 17 mars 1951.

Après avoir quitté l'orchestre d'Ellington, et fatigué par les tournées, Bigard s'est installé à Los Angeles. Il travaille parfois avec son propre groupe formé en août 1942, avec lequel il accompagne Etta Jones lors de ses enregistrements pour Black & White Records. En 1942, il obtient un succès dans la "Harlem Hit Parade" (le précurseur des charts R&B) avec "C Blues". Il dissout en novembre de la même année son nouveau groupe pour rejoindre le pianiste Freddie Slack qu’il quitte au cours de l’été 1943. Au cours d'un séjour en Californie, il participe à diverses séances de studio ainsi qu’à l’enregistrement de bandes sonores pour le film « I dood it » (titre en français : Mademoiselle ma femme). Il dirige à nouveau une petite formation en résidence à Los Angeles, puis à l’« Onyx Club » de New York, de l’automne 1944 au début de 1945. De retour à Los Angeles, il travaille de nouveau en studio pour des bandes de films, tout en dirigeant sa propre formation à Los Angeles.
Il a travaillé à l'enregistrement de bandes originales pour des studios de cinéma hollywoodiens et a joué un rôle à l'écran avec un orchestre de stars dirigé par Louis Armstrong dans le film New Orleans (en) (1947). Il a commencé à travailler avec le groupe du tromboniste Kid Ory à la fin des années 1940. Il a ensuite travaillé avec les différents groupes de tournée d'Armstrong, les All Stars, et d'autres. Il reste avec les All-Stars jusqu’à l’été 1952. De retour sur la côte ouest, il travaille un peu en « freelance » et dirige une petite formation avant de rejoindre à nouveau Louis Armstrong du printemps 1953 à août 1955. On peut voir Bigard avec les All Stars dans le film The Glenn Miller Story. En 1955, il quitte le groupe d'Armstrong pour continuer à se produire occasionnellement avec d'autres musiciens de jazz et à enregistrer des disques.
Bigard est apparu et a joué dans le film St. Louis Blues (1958), avec Nat King Cole, Ella Fitzgerald, Pearl Bailey et Eartha Kitt[citation nécessaire].
De novembre 1958 à mars 1959, il joue avec l'orchestre du batteur Cozy Cole, avec lequel il se produit notamment à Las Vegas. Puis à nouveau, il crée et dirige son propre orchestre au Ben Pollack’s Club. D’avril 1960 à septembre 1961, il retourne brièvement chez le  « All Stars » d'Armstrong ; à partir de 1962, Bigard se retire dans une semi-retraite, mais se produit encore occasionnellement avec Earl Hines, le trompettiste Muggsy Spanier (à San Francisco à l’automne 1962), Ben Pollack et le trompettiste Rex Stewart (engagements de courte durée en 1966 et 1967). Il joue dans un groupe de Dixieland de Johnny St. Cyr appelé les Young Men from New Orleans à Disneyland à Anaheim, en Californie. D’octobre 1971 à 1972, il participe à une tournée universitaire avec le pianiste Art Hodes, le trompettiste Wild Bill Davison (en) et le guitariste Eddie Condon. Il joue également avec des orchestres créés par George Wein et Barry Martyn qui devient son biographe. Au milieu des années 70, il s'est produit entre autres aux festivals de Pescara, San Sebastian, Bordeaux et Newport, et entre 1976 et 1979 à la Grande Parade du Jazz à Nice, filmée par Jean-Christophe Averty.
Bigard a écrit une autobiographie intitulée With Louis and The Duke. Il est crédité comme compositeur ou co-compositeur sur plusieurs compositions de Duke Ellington, dont le standard  Mood Indigo[citation nécessaire] et a apporté des contributions significatives à l'œuvre d'Ellington, notamment Rocking in Rhythm (en), Saturday Night Function, Clarinet Lament, Clouds In My Heart et Sophisticated Lady.
Il décède le 27 juin 1980 à Culver City en Californie.
Barney Bigard a uniquement joué sur une clarinette en système Albert.
« I always played an Albert system clarinet, and when the Boehm systems came out I just stayed with that Albert. Even today I prefer it. The Albert seems like it has a better tone to me. »
— Barney Bigard

« J'ai toujours joué sur une clarinette système Albert, et lorsque les systèmes Boehm sont apparus, je suis resté sur cet Albert. Aujourd'hui encore, je le préfère. L'Albert me semble avoir une meilleure sonorité. »
Barney Bigard a su adapter son style New-Orleans aux différentes compositions et improvisations jouées dans sa carrière et il était un grand spécialiste des blues lents à douze mesures.

« Pour beaucoup d'amateurs, Barney Bigard est le plus parfait de tous les clarinettistes de jazz, et je ne suis pas loin de partager cet avis. Ce qui caractérise son jeu si personnel, c'est avant tout cette impression d'élégance suprême et de facilité déroutante! C'est certainement avec Jimmie Noone et Buster Bailey le plus grand technicien de cet instrument. Cette aisance due à sa maîtrise, sans faille, lui permet d'exécuter les traits les plus véloces avec grâce et décontraction.
Les longues inflexions d'une souplesse et également d'une justesse sans égales sont une des caractéristiques de ses improvisations. Il brille bien sûr dans les tempos les plus rapides, n'étant jamais gêné pour exécuter les phrases les plus audacieuses! Ses breaks vertigineux et ses déboulés impressionnants sont célèbres (Tiger Rag, Wall Street Wail). Il explore dans ses solos tous les registres de son instrument avec un égal bonheur, servit par une sonorité ronde, chaleureuse, d'une extrême beauté et d'une ampleur remarquable. »

— Jacques Morgantini

## Bigard and his Jazzopaters
En 1936, Helen Oakley, l'épouse du journaliste Stanley Dance, est responsable des artistes et du répertoire pour le nouveau label Variety d'Irving Mills. Elle suggère à Mills d'essayer d'enregistrer des petits groupes avec des musiciens de l'orchestre d'Ellington. Oakley obtient le feu vert pour un certain nombre de séances, dont quelques-unes dirigées par Bigard sous le nom de Barney Bigard and His Jazzopaters.
La première version de la composition Caravan (composée par Juan Tizol et réarrangée plus tard par Duke Ellington) a été enregistrée à Hollywood, le 18 décembre 1936, et interprétée comme instrumental par Barney Bigard and his Jazzopaters. Deux prises ont été enregistrées et publiées, bien que la version L-0373-2 soit de loin la prise la plus courante. En 2024, Caravan est la composition la plus reprise de l'histoire avec plus de 500 versions publiées.
Les membres du groupe étaient Cootie Williams (trompette), Juan Tizol (trombone), Barney Bigard (clarinette), Harry Carney (saxophone baryton), Duke Ellington (piano), Billy Taylor (en) (contrebasse), et Sonny Greer (batterie). Tous étaient membres de l'orchestre de Duke Ellington, qui était souvent sollicité pour enregistrer des disques en petit groupe. Bien qu'Ellington ait été présent lors de l'enregistrement, c'est Bigard qui a dirigé la session.

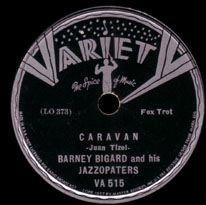
"Caravan" sur Variety (1936).

Conformément à la formation par Ellington de petits groupes comprenant ses principaux solistes, Bigard a continué à se produire sous son propre nom sur Variety et, par la suite, sur Vocalion Records et Okeh Records.

## Récompenses
- 1946 : clarinet silver award, Esquire's All American Band du magazine américain Esquire[11]

## Discographie
Barney Bigard a enregistré comme sideman et comme leader (Barney Bigard and his Jazzopators,	Barney Bigard and his Orchestra,
Barney Bigard Sextet, Barney Bigard Trio, Barney Bigard Quintet).
Enregistrements :
- Dead Man Blues (avec Jelly Roll Morton, 1926)
- Tiger Rag (avec Ellington, 1928)
- Turtle Twist (avec Morton, 1929)
- Rose Room (avec Ellington, 1932)
- Clarinet Lament (avec Ellington, 1936)
- I know that you know (avec Rex Stewart, 1939)
- Across the track blues (avec Ellington, 1940)
- "C" Blues (avec Barney Bigard & Orchestra : Ray Nance, trompette / Juan Tizol, trombone à piston /Barney Bigard, clarinette / Harry Carney, saxophone baryton / Duke Ellington, piano / Jimmy Blanton, contrebasse / Sonny Greer, batterie. Hollywood, September 29, 1941), (Bluebird B-11581-A, 1941)[13]
- Chantez-les bas (avec Louis Armstong, 1954)
- Swinging Clarinets (1960), avec Claude Luter
- The Pearls (1979), avec Claude Luter

Autres enregistrements
- Sweet Marijuana Brown, Barney Bigard Sextet (s.d.) dans l'album Reefer Blues: Vintage Songs About Marijuana - Volume 1 (label Grammercy Records, 2009)[14]

Avec Art Tatum, Joe Thomas, Georgie Auld, Vic Dickenson, Red Callender, Willie Smith, Zutty Singleton, Johnny Guarnieri, et autres...
- Barney Bigard 1944-1945 (Classics Records, 1997)

Avec Art Hodes
- Bucket's Got A Hole In It (Delmark, recorded 1968 in Chicago)

Avec Benny Carter et Ben Webster
- BBB & Co. (en) (Swingville, 1962)

Avec Etta Jones
- Etta Jones 1944–1947 avec Hot Lips Page, Barney Bigard, Geork Nicholas, Leonard Feather, Duke Jordan, Billy Taylor, Trigger Alpert, J. C. Heard et Stan Levey

## Filmographie
- 1929 : Black and Tan
- 1935 : Symphony in Black
- 1945 : The Crimson Canary (en)
- 1947 : New Orleans (en)
- 1951 : Le Cabaret du soleil couchant (The Strip)
- 1954 : Romance inachevée
- 1958 : St. Louis Blues

## Galerie
|                                              |
| Titre Caravan sur le label Okeh, face L0373. |

| |
| Barney Bigard avec Johnny Hodges, Rex William Stewart, Adele Girard, Harry Carney, et Joe Marsala, lors d'un concert à l'ambassade turque à Washington, ca.1930. |